# إدوارد إس. براغ
كان إدوارد ستويفسانت براغ (20 فبراير 1827-20 يونيو 1912) سياسيًا أمريكيًا، ومحاميًا، وجنديًا، ودبلوماسيًا. كان ضابطًا ضليعًا في جيش الاتحاد في الحرب الأهلية الأمريكية؛ وخدم لمدة أربع ولايات في مجلس النواب الأمريكي ممثلًا ولاية ويسكونسن. استلم منصب وزير الولايات المتحدة في المكسيك أثناء رئاسة غروفر كليفلاند؛ والقنصل العام في جمهورية كوبا وهونغ كونغ البريطانية في عهد الرئيس ثيودور روزفلت.

## المهنة في فترة ما بعد الحرب
عاد براغ إلى ممارسته للقانون بعد الحرب في فوند دو لاك.

### الجدل حول تعيينات جونسون
عيَّن الرئيس أندرو جونسون الجنرال براغ مديرًا لمكتب البريد في فوند دو لاك في عام 1866. تزامن ذلك مع تصاعد التوترات بين الرئيس جونسون والكونغرس الجمهوري الراديكالي. صوَّت مجلس الشيوخ في فبراير 1867 لإلغاء تعيين براغ، إلى جانب عدة تعيينات أخرى لجونسون. رشّح جونسون براغ لاحقًا لمنصب تقييم الإيرادات الداخلية للدائرة الرابعة من ولاية ويسكونسن، ولكن مجلس الشيوخ الأمريكي هزمه في ذلك.

### الأقلية الديمقراطية
فاز الجنرال براغ في انتخابات مجلس شيوخ ولاية ويسكونسن من الدائرة العشرين لمجلس الشيوخ في وقت لاحق من عام 1867؛ وخدم في المجلسين التشريعيين الحادي والعشرين والثاني والعشرين (1868 و1869). لم يرشح نفسه لإعادة انتخابه في عام 1869، ولكنه ظل نشطًا للغاية في السياسة الديمقراطية، فنظّم الحملات للوائح الحزب الديمقراطي وترشح لمنصب الرئاسة عدة مرات. لم يحظى بأي نجاحات كبيرة خلال السنوات العديدة التالية، إذ ظلت السياسة الجمهورية مهيمنة في ولاية ويسكونسن.
كان براغ عضوًا في اللجنة التنفيذية للمؤتمر الوطني «للجنود المحافظين والبحارة» في عام 1868؛ وهو جزء من المؤتمر الوطني الديمقراطي لعام 1868 في مدينة نيويورك. فضّل مؤتمر الجنود والبحارة ترشيح اللواء وينفيلد سكوت هانكوك لمنصب الرئيس، ولكن ذلك لم ينجح في النهاية، إذ رشح المؤتمر مكانه حاكم نيويورك السابق هوراشيو سايمور. نظّم براغ حملة قوية في الخريف من أجل اللائحة الديمقراطية؛ وذلك على الرغم من تعليق الصحف بأنه لا يبدو أنه يشارك المرشح آراءه بشأن حق الاقتراع للأمريكيين من أصل أفريقي. كان براغ مندوب المؤتمر الوطني الديمقراطي لعام 1872 الذي رشح هوراس غريلي.
كان براغ المرشح الديمقراطي لمنصب المدعي العام لولاية ويسكونسن في عام 1871، ولكنه هُزم جنبًا إلى جنب مع اللائحة الديمقراطية بأكملها.
اختار التجمع الديمقراطي براغ في انتخابات مجلس الشيوخ بالولايات المتحدة لعام 1875، المتنازع عليها بشدة في المجلس التشريعي لولاية ويسكونسن، واعتُقِد أنه مرشح وسط محتمل للجمهوريين الأربعة عشر الذين تعهدوا بمنع إعادة انتخاب ماثيو إتش. كاربنتر. لم يتمكن أي مرشح من الحصول على الأغلبية من خلال عدة اقتراعات، فظهر مرشح وسط جديد وهو أنغوس كاميرون. انتُخِب كاميرون في النهاية في الاقتراع الثاني عشر.
انخرط براغ على الصعيد الداخلي في نزاع دام سنوات مع عضو الكونغرس تشارلز إيه. إلدريدج؛ الذي هزمه في الترشح على برنامج مناهض للحرب في انتخابات الكونغرس لعام 1862. نجح براغ في هزيمة إلدريدج في الانتخابات التمهيدية المحلية في عام 1874، وأخذ قائمة من المندوبين إلى مؤتمر المقاطعة، مما منع إعادة ترشيح إلدريدج، وذهب الترشيح في النهاية إلى صموئيل دي. بيرشارد. عاد براغ بعد عامين، ولكنه هذه المرة هزم بيرشارد في محاولته لإعادة الترشيح.

### الكونغرس
انتُخِب براغ لتمثيل دائرة الكونغرس الانتخابية الخامسة في ولاية ويسكونسن في الكونغرس الأمريكي الخامس والأربعين في نوفمبر 1876. استمر براغ في الفوز بإعادة انتخابه في عامي 1878 و1880، ولكنه لم يتمكن من الفوز بإعادة الترشيح في عام 1882 بعد إعادة تقسيم الدوائر في عام 1881.
تعددت مهام براغ خلال هذه السنوات الست في الكونغرس، فكان رئيسًا للجنة النفقات في وزارة العدل منذ عام 1877 حتى عام 1879، ولجنة دعاوى الحرب منذ عام 1879 حتى عام 1881. وكان ممثلًا للمؤتمر الوطني الديمقراطي للمرة الثانية في عام 1880، الذي رشح الجنرال وينفيلد سكوت هانكوك.
أُعيد تقسيم الدوائر الانتخابية بعد التعداد السكاني لعام 1880، ونُقِلت مقاطعة براغ، فوند دو لاك، من دائرة الكونغرس الخامسة إلى الدائرة الثانية. وجد براغ نفسه حينها في منافسة شديدة لإعادة الترشيح ضد آرثر ديلاني من مقاطعة دودج. قُبِض على براغ في الأيام التي سبقت حضور المؤتمر في سبتمبر، واتُهِم بالاحتيال المالي الناجم عن صفقة مع مؤسسة تيرمونت هاوس في شيكاغو. كان لذلك آثارًا سلبية على فرص إعادة ترشيحه على الرغم من إسقاط التهم في نهاية المطاف. وصل التصويت في المؤتمر إلى طريق مسدود لإجراء مئات الاقتراعات مع عدم استعداد مندوبي المرشحين لتقديم تنازلات. حُلَّت المسألة عندما اضطر براغ إلى مغادرة المؤتمر لحضور حفل زفاف ابنته، فأقنع حليف سابق، دانيال سومنر، مجموعة من المندوبين باختياره كمرشح وسط في الاقتراع رقم 1,601. فكر براغ في البداية في محاولة مستقلة، ولكنه قرر عدم المحاولة أبدًا مشيرًا إلى أنه سيتقاعد من السياسة.
كان براغ واحدًا فقط من الديمقراطيين الثلاثة في الكونغرس الذين صوتوا ضد قانون الاستبعاد الصيني لعام 1882.
ظل الجنرال براغ منخرطًا في سياسات الدولة، فعُيِّن مجددًا في عام 1884 مندوبًا في المؤتمر الوطني الديمقراطي. أيد براغ في ذلك المؤتمر ترشيح غروفر كليفلاند للرئاسة قائلًا «نحن نحبه من أجل الأعداء الذين صنعهم»، وذلك في إشارة إلى صراعات كليفلاند مع منظمة تاماني هول الفاسدة. أصبحت العبارة شعارًا لحملة كليفلاند، الذي انتُخِب لمنصب الرئيس الثاني والعشرين للولايات المتحدة في نوفمبر.
تابع براغ مرة أخرى ترشيح الحزب الديمقراطي للكونغرس في سبتمبر من نفس الخريف في مؤتمر المقاطعة، الذي عُقِد في بيفر دام بويسكونسن. كان دانيال سومنر يسعى إلى إعادة الترشيح، وكان آرثر ديلاني منافسًا رئيسيًا في هذه المرة أيضًا، مع القاضي هيرام دبليو. سوير من مقاطعة واشنطن أيضًا في السباق. وصل الاقتراع مرة أخرى إلى طريق مسدود مع عدم تمكن أي مرشح من الحصول على الأغلبية. انسحب سوير وسومنر من المنافسة قبل الاقتراع رقم 150، مما سمح لبراغ بالفوز بالتصويت بنسبة 15-13 صوت على ديلاني.
فاز براغ في الانتخابات العامة في نوفمبر بنسبة 55% على الجمهوري صموئيل إس. بارني. كان أيضًا رئيسًا للجنة الشؤون العسكرية خلال الكونغرس الأمريكي التاسع والأربعين (1885-1887).
واجه براغ اتفاقية متنازع عليها عند سعيه لإعادة الترشيح مرة أخرى في عام 1886. كان ديلاني منافسه الرئيسي، واندلعت معركة اتفاقيات مريرة وطويلة مرة أخرى. تمكن ديلاني أخيرًا من تأمين الترشيح من براغ في الاقتراع رقم 216، ولكنه هُزِم في الانتخابات العامة.

### الانشقاق عن الديمقراطيين
استأنف براغ ممارسته القانونية في فوند دو لاك بويسكونسن، ولكنه عاد إلى المنصب العام في يناير 1888 عندما عُيِّن وزيرًا للولايات المتحدة (سفيرًا) في المكسيك من قبل الرئيس غروفر كليفلاند. بقي في المنصب حتى تعيين خليفته والموافقة عليه في مايو 1889 تحت إدارة الرئيس بنيامين هاريسون. قيل إن الدبلوماسي براغ بنى علاقة جيدة مع الرئيس المكسيكي بورفيريو دياث، وكان مولعًا بالبلاد ووقته هناك. طلب براغ إعادة تعيينه في هذا المنصب في عام 1893 عندما عاد الرئيس كليفلاند إلى منصبه. لم يعيد كليفلاند تعيين الجنرال براغ على الرغم من الدعم القوي لوفد الكونغرس في ولاية ويسكونسن في عام 1893 وتوفّر المقعد مرة أخرى في عام 1895، فاعتُبِر ذلك بمثابة ازدراء له.
عاد براغ مرة أخرى إلى مسيرته القانونية وسياسة الدولة بعد عودته من المكسيك في عام 1889. عمل براغ على تنظيم محاولة أخرى للترشّح لمجلس الشيوخ في الولايات المتحدة في عام 1890، ولكنه أبرم في النهاية صفقة مع ويليام فريمان فيلاس، يدعم فيها براغ فيلاس في عام 1891 وسيحصل بدوره على دعم فيلاس في انتخابات مجلس الشيوخ لعام 1893، وذلك بافتراض أن الديمقراطيين ما زالوا يحتفظون بأغلبية في المجلس التشريعي لولاية ويسكونسن في ذلك الوقت. هناك احتمال أيضًا بأن يكون هذا الاعتبار قد أثر في قراره بالتورط في قضايا كاننغهام الشهيرة المتعلقة بتقسيم الدوائر الانتخابية لعام 1892؛ والتي دافع فيها عن الطعن في قانون إعادة تقسيم الدوائر الديمقراطية لعام 1891 (1891 قانون ويسكونسن رقم 482) أمام محكمة ويسكونسن العليا. انحازت المحكمة، برأي الحزبين، إلى المنافسين، وحُذِفت خريطة المقاطعة باعتبارها جيريماندرية حزبية غير دستورية.
فاز الديمقراطيون بأغلبية كبيرة في الهيئة التشريعية لولاية ويسكونسن في انتخابات عام 1892 على الرغم من خسارة المحكمة، ولكن براغ لم يستفد من ذلك نهائيًا في انتخابات مجلس الشيوخ. وصل المؤتمر الحزبي الديمقراطي إلى طريق مسدود في سباق ثلاثي بين براغ وجون إتش. نايت من دائرة أشلاند وجون إل. ميتشل من دائرة ميلواكي. توقف وفد نايت لصالح ميتشل في الاقتراع الحادي والثلاثين فرأى أنصار براغ في ذلك على أنه خيانة من قبل فيلاس، الذي كان يُنظر إليه على أنه من مؤيدي ميتشل. كان براغ مفضلًا للترشيح لمنصب الحاكم في مؤتمر الدولة الديمقراطي لعام 1894، ولكنه رفض ترشيحه.
عاد براغ مجددًا لقيادة وفد ولاية ويسكونسن إلى المؤتمر الوطني للحزب الديمقراطي في عام 1896 في شيكاغو. كان براغ منزعجًا بشدة من ترشيح وليام جيننغز بريان وصعود «المتعصبين الشعبويين»، وهدد بالتصويت لصالح الجمهوري ويليام ماكينلي. أصبح أحد قادة الفرق المنقسمة الديمقراطية، الحزب الوطني الديمقراطي، وكان مرشحًا لمنصب الرئيس في مؤتمر الحزب في إنديانابوليس في سبتمبر. عمل ماكينلي على الفوز في الانتخابات، وخاض الانتخابات الرئاسية في ويسكونسن تقريبًا بالهامش الدقيق الذي توقعه براغ، وهو 100 ألف صوت.
سيثبت الانقسام ديمومته لبراغ، الذي دعم ماكينلي لإعادة انتخابه في عام 1900، وكذلك لجمهوريي الولاية، مثل المرشحين لمنصب الحاكم إدوارد سكوفيلد في عام 1898 وروبرت إم. لا فوليت في عام 1900. عينه الرئيس ثيودور روزفلت في مايو 1902 في منصب القنصل العام في هافانا بكوبا، التي صدقت مؤخرًا على دستورها المدعوم من الولايات المتحدة، ولكنه لم يكن سعيدًا بالمهمة، فنُقِل في سبتمبر 1902 إلى هونغ كونغ، ثم مستعمرة التاج البريطاني، وخدم حتى عام 1906.